# Serrat-Gletscher
Der Serrat-Gletscher ist ein 16 km langer Gletscher an der Oates-Küste des ostantarktischen Viktorialands. Er fließt inmitten der Kavrayskiy Hills in nördlicher Richtung in die Westflanke der Mündung des Rennick-Gletschers in die Rennick Bay.
Das Advisory Committee on Antarctic Names benannte ihn 1970 nach dem chilenischen Meteorologen Javier Serrat von der Universidad de Chile, der von 1967 bis 1968 als Teilnehmer der 22. Chilenische Antarktisexpedition als Elektroingenieur auf der McMurdo-Station tätig war.